# Veigaiidae
Veigaiidae zijn  een familie van mijten. Bij de familie zijn 4 geslachten met circa 95 soorten ingedeeld.

## Taxonomie
De volgende taxa zijn bij de familie ingedeeld:
- Geslacht Cyrthydrolaelaps Berlese, 1905
  - Cyrthydrolaelaps genevae Gretillat 1960
  - Cyrthydrolaelaps hirtus Berlese, 1904
  - Cyrthydrolaelaps imerinae Gretillat 1960
  - Cyrthydrolaelaps incisus Evans 1955
  - Cyrthydrolaelaps watsoni Hirschmann, 1966
- Geslacht Gamasolaelaps Berlese, 1904
  - Gamasolaelaps arborescens Karg, 1998
  - Gamasolaelaps aurantiacus (Berlese, 1903)
  - Gamasolaelaps bellingeri Evans
  - Gamasolaelaps bidentis Tseng, 1994
  - Gamasolaelaps bondwaensis Hurlbutt, 1983
  - Gamasolaelaps cerviformis Berlese
  - Gamasolaelaps cornuum Karg, 1997
  - Gamasolaelaps ctenisetiger Ishikawa, 1978
  - Gamasolaelaps cuniculicola Wang, Zhou & Ji, 1990
  - Gamasolaelaps dorotheae Koyumdjieva, 1986
  - Gamasolaelaps excisus (Koch)
  - Gamasolaelaps leptocornutus Karg, 1998
  - Gamasolaelaps multidentatus Karg
  - Gamasolaelaps pamirensis Barilo, 1987
  - Gamasolaelaps praetarsalis Karg, 1997
  - Gamasolaelaps pygmaeus Bregetova
  - Gamasolaelaps simplicis Karg, 1998
  - Gamasolaelaps tuberculatus Breg.
  - Gamasolaelaps whartoni (Farrier)
- Geslacht Gorirossia Farrier, 1957
  - Gorirossia cooki Woodring 1964
  - Gorirossia whartoni Farrier, 1957
- Geslacht Veigaia Oudemans, 1905
  - Veigaia agilis (Berlese, 1916)
  - Veigaia anmashanensis Tseng, 1994
  - Veigaia ashizuriensis Ishikawa, 1978
  - Veigaia beinaxinae Chen & Gao, 2015
  - Veigaia belovae Davydova, 1979
  - Veigaia benoiti Loots, 1980
  - Veigaia bogdanovi Davydova, 1978
  - Veigaia bregetovae Petrova & Makarova, 1989
  - Veigaia capreolus (Berlese, 1905)
  - Veigaia carpathica Mašán & Fenda, 2008
  - Veigaia carpillaris Tseng, 1994
  - Veigaia cerva (Kramer, 1876)
  - Veigaia clavata Ma-Liming & Wang-Shenron, 1998
  - Veigaia cuneata Ma, 1996
  - Veigaia exigua (Berlese, 1916)
  - Veigaia formosana Tseng, 1994
  - Veigaia gentiles Womersley, 1956
  - Veigaia hohuanshanensis Tseng, 1994
  - Veigaia hubarti Mašán & Madej, 2011[1]
  - Veigaia incisa Hurlbutt, 1984
  - Veigaia incisilobata Mašán, 2008
  - Veigaia indica Bhattacharyya, 2008
  - Veigaia inexpectata Kaluz, 1993
  - Veigaia kawasawai Ishikawa, 1982
  - Veigaia kochi (Trägårdh, 1901)
  - Veigaia lauseggeri Schmolzer, 1992
  - Veigaia leruthi Willmann, 1935[2][1]
  - Veigaia letovae Davydova, 1979
  - Veigaia limulus Tseng, 1994
  - Veigaia mitis (Berlese, 1916)
  - Veigaia nemorensis (C.L.Koch, 1836)
  - Veigaia nodosoides Hurlbutt, 1984
  - Veigaia paradoxa Willmann, 1951
  - Veigaia pentachaeta Mašán, 2008
  - Veigaia philippiensis Hurlbutt, 1984
  - Veigaia planicola (Berlese, 1892)
  - Veigaia preendopodalia Hurlbutt, 1984
  - Veigaia propinqua Willmann, 1936
  - Veigaia pseudouncata Tseng, 1994
  - Veigaia relicta Schmolzer, 1995
  - Veigaia sinicus Ma & Piao, 1981
  - Veigaia slovaca Mašán, 2008
  - Veigaia sylvatica Hurlbutt, 1984
  - Veigaia tangwanghensis Ma & Yin, 1999
  - Veigaia transisale (Oudemans, 1902)
  - Veigaia transylvanica Kontschán & Ujvári, 2008
  - Veigaia uncata Farrier, 1957
  - Veigaia vermiculifera Mašán, 2008
  - Veigaia wyandottensis (Packard, 1888)
  - Veigaia yinsuigongi Chen & Gao, 2015